# Arnager
Arnager är en ort på Bornholm i Danmark.   Den ligger i Region Hovedstaden 160 km öster om Köpenhamn. Antalet invånare är 151. Närmaste större samhälle är Rønne, 7 km nordväst om Arnager. Trakten runt Arnager består till största delen av jordbruksmark.